# 肉體恐怖
肉體恐怖（Body horror）又稱為生物性恐怖、組織器官恐怖。是恐怖電影的一種子類別，有意地展現出人體的怪異或在心理上令人不安的人體侵害。這些侵害行為可以通過異常的性行為，變異，殘割，僵屍化，無端暴力，疾病或身體不合常理的怪異動作來體現。其他還包括藉由肢體結構的錯置組合、突破人體部位所產生的怪物。肉體恐怖最初是指北美恐怖電影的一個新興流派，但起源於早期哥德小說，並已擴展到其他媒體。
大衛·柯能堡、法蘭克·亨南洛特、布萊恩·尤茲納、史都華·戈登、勞埃德·考夫曼、克里夫·巴克等人是此類型的知名導演。

## 特徵
根據電影學者琳達·威廉斯(Linda Williams)的說法，肉體恐怖屬於包含色情作品和通俗劇這三種“粗俗噁心”類型或“過度放縱暴行的類型”之一。威廉斯寫道，這些肉體類型的成功“通常是由觀眾的感知模仿螢幕上看到的東西的程度來衡量的。”例如，觀眾可能會透過恐怖電影體驗恐懼的感覺，透過通俗劇產生同情或透過色情作品引起性衝動。肉體恐怖特別關注在人體的極限和變形能力。肉體恐怖通常與其他恐怖子類型重疊但有區別。例如，儘管肉體恐怖中可能存在殘害的元素，但其他類似的子類型，像是砍殺電影(slasher)，血腥虐殺片(splatter)或怪物恐怖，也可能共用這表現手法，但在主旨和意圖上有所不同。肉體恐怖類型的一個常見差異是，對身體的侵犯或扭曲很少是立即或初始暴力的效果。 取而代之的是，它們通常以透過突變，疾病或其他包括不受控制的轉化表現手法來失去對身體有意識的掌控為特徵。這種體裁會引起強烈的生理和心理上的厭惡感或噁心感，並發揮利用身體脆弱性的焦慮。除了在更廣泛的恐怖類型中使用的常見表現手法之外，某些針對肉體恐怖子類型的獨特表現橋段還可能包括侵入，傳染，突變，轉化，疾病，殘割或其他反常或暴力的人體扭曲變形。

## 歷史
菲利普·布羅菲(Philip Brophy)在1983年的文章“恐怖現實：當代恐怖片的文本性”(Horrality: The Textuality of the Contemporary Horror Film)中首次使用了“肉體恐怖”一詞。他創造了這個術語，描述了在當代恐怖電影的短黃金時期內出現存在的一種新興子類型。儘管布羅菲創造了專門描述電影界趨勢的術語，但電影導演史都華·戈登(Stuart Gordon)指出， 肉體恐怖表現手法在改編登上電影之前就已經存在，特別是在小說創作中。

## 小說
瑪麗·雪萊(Mary Shelley)的《科學怪人 Frankenstein》(1818)是小說寫作中肉體恐怖子類型的早期例子。哥德式恐怖在19世紀的成功與科幻小說作為一種文學形式的誕生相結合，被認為是肉體恐怖作為一種文學體裁的起源。根據朱迪斯·霍伯斯坦(Judith "Jack" Halberstam)的說法：“藉由專注在肉體作為恐懼的所在， 雪萊的小說暗示是人們(或至少是複數肉體)使人們感到恐懼…恐懼的景色被縫合的皮膚所取代。”

## 電影
加拿大電影製作人大衛·柯能堡(David Cronenberg)憑藉早期的電影諸如 :《毛骨悚然/戰慄 Shivers》與《狂犬病 Rabid》  以及他的重拍版《變蠅人》被認為是肉體恐怖電影的主要創始人。然而，在正式承認該類型之前，電影中已經存在肉體恐怖的表現手法。肉體恐怖類型的早期例子出現在1950年代的美國恐怖電影中，包括《變形怪體 The Blob》(1958)和《變蠅人 The Fly》(1958)，這兩部電影為這類型設定了標準，由於電影的主要重點在肢體切割和內臟特殊效果。許多當代恐怖類型的電影(1968年以後製作的)，包括肉體恐怖，被認為是後現代的，與古典恐怖形成對比。因此，由於涉及後現代主義類別之間界限的模糊，因此類型之間的解釋難以定義。肉體恐怖類型廣泛表現遍布在日本恐怖以及當代媒體中，諸如動畫。大友克洋於1988年拍攝的電影《阿基拉》是動畫中肉體恐怖的早期例子。這部電影使用這種體裁來探索“青春期的身體作為變態的部位的概念，1種對於經歷中的人物和外界都可能看起來很巨大醜惡的變態。”

## 漫畫和圖像小說
許多漫畫作家或漫畫家，例如伊藤潤二，都擅長在恐怖體裁中寫作，並將肉體恐怖的表現手法與日本恐怖的敘事體的寫故事手段結合使用。受到H. P. 洛夫克拉夫特的極大影響， 伊藤的漫畫透過美學和敘事描繪了淫穢可憎的肉體恐怖，以喚起強烈的恐怖感。相比之下，加拿大漫畫家邁克爾·德福格(Michael DeForge)通過較少的圖像美學和敘事風格將反復出現的肉體恐怖觀點方向混合吸收進他的作品。

## 影響力
屬於肉體恐怖子類別的電影和媒體反映了特定的物質社會性焦慮症，並且可能提供有關歷史的社會評論並影響當代文化。

## 爭議與審查
自18世紀以來，恐怖體裁在讀者中頗為流行，但被評論家駁斥為有爭議的，因為評論家認為恐怖體裁及其主題元素對社會構成威脅或危險。由於使用了可能被視為禁忌的圖像和不必要的暴力或題材，屬於肉體恐怖類型範疇的恐怖媒體經常在許多國家受到審查或禁止。例如：《奪魂鋸》與《人形蜈蚣》系列電影被稱為“酷刑春宮”(torture porn)，並受到廣泛批評，包括過度“有害破壞的性偏離的剝削，無謂的描繪。”

## 相關電影
- 《幽浮魔點》（The Blob，1958年）
- 《奥拉克之手（英语：The Hands of Orlac (1960 film)）》（The Hands of Orlac，1960年）
- 《失嬰記》（Rosemary's Baby，1968年）
- 《橡皮頭》（Eraserhead，1977年）
- 《狂犬病（英语：Rabid (1977 film)）》（Rabid，1977年）
- 《變形邪魔（英语：Invasion of the Body Snatchers (1978 film)）》（Invasion of the Body Snatchers，1978年）
- 《異形》（Alien，1979年）系列電影
- 《變形博士》（Altered States，1980年）
- 《著魔》（Possession，1981年）
- 《鬼玩人》（Evil Dead，1981年）系列電影
- 《突變第三型》（The Thing，1982年）
- 《豹人》（Cat People，1982年）
- 《錄影帶謀殺案》（Videodrome，1983年）
- 《幽靈人種》（Re-Animator，1985年）系列電影
- 《異形大災難》（The Stuff，1985年）
- 《正宗太空殭屍》（Night of the Creeps，1986年）
- 《變蠅人》（The Fly，1986年）重拍自1958年的同名電影《The Fly》
- 《靈異殺陣》（From Beyond，1986年）
- 《垃圾街》（Street Trash，1987年）
- 《養鬼吃人》（Hellraiser，1987年）系列電影
- 《阿基拉》（AKIRA，1988年）動畫電影
- 《霍林斯沃斯訴佩里》（The Blob，1988年）重拍1958年《幽浮魔點》同名電影
- 《腦魔》（The Brain，1988年）
- 《腦殘》（Brain Damage，1988年）
- 《雙生兄弟》（Dead Ringers，1988年）
- 《異變》（Leviathan，1989年）
- 《變蠅人II》（The Fly II，1989年）《變蠅人》的續集
- 《靈異出竅》（Society，1989年）
- 《鉄男》(Tetsuo: The Iron Man，1989年) 系列電影
- 《時空攔截》(Jacob's Ladder，1990年)
- 《幽靈人種2：再續人種》(Bride of Re-Animator，1990年) 《幽靈人種》的續集
- 《新空房禁地》（Braindead，1992年）
- 《融屍蕩魄》（Body Melt，1993年）
- 《瘦到死》（Thinner，1996年）
- 《撕裂地平線》（Event Horizon，1997年）
- 《陌生地》（Strangeland，1998年）
- 《再婚驚魂記》（オーディション，1999年）
- 《感官遊戲》(eXistenZ，1999年）
- 《殺手阿一》（殺し屋1，2001年）
- 《血肉森林》（Cabin Fever，2002年）系列電影
- 《瘋流美之活人生切》（May，2002年）
- 《捕夢網》(Dreamcatcher，2003年）
- 《幽靈新人種》（Beyond Re-Animator，2003年）《幽靈人種2：再續人種》的續集
- 《撕裂人》（Slither，2006年）
- 《人體雕像》（Taxidermia，2006年）
- 《正宗太空殭屍2：殭屍小鎮》（Night of the Creeps 2 – Zombie Town，2007年）《正宗太空殭屍》的平行作品（非正式續集）
- 《陰牙人》（Teeth，2007年）
- 《活屍美人》（Deadgirl，2008年）
- 《莎拉布萊曼之生化歌劇》（Repo! The Genetic Opera，2008年）
- 《禁入廢墟》（The Ruins，2008年）
- 《異形魔種》（splinter，2008年）
- 《東京残酷警察》(Tokyo Gore Police，2008年)
- 《顫慄異次元》(Pandorum，2009年)
- 《人形蜈蚣》（The Human Centipede，2009年）系列電影
- 《獵捕者》（Repo Men，2010年）
- 《瑪麗安娜》（Marianne，2011年）
- 《切膚慾謀》（The Skin I Live In，2011年）
- 《人形蜈蚣2》（The Human Centipede 2，2011年）《人形蜈蚣》的續集
- 《極地詭變》（The Thing，2011年）《突變第三型》的同名前傳
- 《美國瑪麗》（American Mary，2012年）
- 《追星病毒》（Antiviral，2012年）
- 《死亡體徵》（Thanatomorphose，2012年）
- 《屍變》（Evil Dead，2013年）重拍1981年《鬼玩人》同名電影
- 《屍控一夜情》（Contracted，2013年）
- 《魔角》（Horns，2013年）
- 《肌膚之侵》（Under the Skin，2013年）
- 《惡丑上身》（Clown，2014年）
- 《魔物戀人》（Spring，2014年）
- 《腥夢驚魂》（Starry Eyes，2014年）
- 《人型海象》（Tusk，2014年）
- 《人形蜈蚣3》（The Human Centipede 3，2015年）《人形蜈蚣2》的續集
- 《屍控2夜情》（Contracted: Phase II，2015年）《屍控一夜情》的續集
- 《變蟲人》（Bite，2015年）
- 《血肉森林：從頭開始》（Cabin Fever，2016年）重拍2002年《血肉森林》同名電影
- 《恐懼虛空》（The Void，2016年）
- 《驗屍官》（The Autopsy of Jane Doe，2016年）
- 《肉獄》（Raw，2017年）
- 《逃出絕命鎮》（Get Out，2017年）
- 《聖鹿之死》（The Killing of a Sacred Deer，2017年）
- 《糞作》（Kuso，2017年）
- 《異星智慧》（Life，2017年）
- 《滅絕》（Annihilation，2018年）
- 《大君主行動》（Overlord，2018年）
- 《窒息》（Suspiria，2018年）
- 《吞噬》（Swallow，2019年）
- 《人類升級》（Upgrade，2018年）
- 《星之彩》（Color Out of Space，2019年）
- 《世界之友》（Friend of the World，2020年）
- 《寄身殺手》（Possessor，2020年）
- 《惡爛狂人》（PG: Psycho Goreman，2020年）
- 《詭老》（Old，2021年）
- 《鈦》（Titane，2021年）
- 《鹿魔》（Antlers，2021年）
- 《不！》（Nope，2022年）
- 《未來犯罪》（Crimes of the Future，2022年）
- 《懼裂》（The Substance, 2024年)

## 相關漫畫
- 寄生兽、全10冊、原名《寄生獣》（1990年-1995年）
- 瘋狂怪醫芙蘭、全8冊、原名《フランケン・ふらん》（2006年-2012年）
- 強殖裝甲、原名《強殖装甲ガイバー》（1985年－連載中）
- 漩渦、全3冊、原名《うずまき》（1998年-1999年）
- 沙耶之歌、全3冊、原名《沙耶の唄》（2003年-2013年）
- 動物俠、全2冊、原名《Animal Man》（2011年-2014年）
- 來自深淵（2012年－連載中）

## 相關導演
- 大衛·柯能堡（David Cronenberg）
- 勞埃德·考夫曼（Lloyd Kaufman）
- 克里夫·巴克（Clive Barker）
- 約翰·卡本特（John Carpenter）

- Frank Henenlotter
- Brian Yuzna
- Stuart Gordon
- スクリーミング・マッド・ジョージ（Screaming Mad George）
- 三池崇史
- 塚本晉也
- 西村喜廣